# Adam Hamrol
Adam Piotr Hamrol (ur. 4 grudnia 1952 w Wolsztynie) – polski inżynier, wykładowca akademicki, profesor nauk technicznych, rektor Politechniki Poznańskiej dwóch kadencji.

## Życiorys
Do szkoły średniej uczęszczał w Wolsztynie. Studia magisterskie na kierunku mechanika i budowa maszyn ukończył w 1976 na Politechnice Poznańskiej. Stopień naukowy doktora uzyskał w 1982 na Wydziale Budowy Maszyn tej uczelni. W 1991 uzyskał stopień doktora habilitowanego na podstawie rozprawy zatytułowanej Teoretyczna i doświadczalna analiza możliwości diagnostyki i nadzorowania procesu szlifowania wewnętrznego. 22 listopada 1999 otrzymał tytuł profesora nauk technicznych.
Od początku kariery zawodowej związany z Politechniką Poznańską. Pracę na tej uczelni rozpoczął w 1976 jako asystent w Instytucie Technologii Maszyn. W kolejnych latach wraz z uzyskiwanymi stopniami i tytułami naukowymi awansował na adiunkta, profesora nadzwyczajnego oraz profesora zwyczajnego. W latach 1993–1999 pełnił funkcję prodziekana Wydziału Budowy Maszyn i Zarządzania, w latach 1999–2005 był dziekanem tego wydziału. Rektorem Politechniki Poznańskiej został po raz pierwszy w 2005, w 2008 uzyskał reelekcję na drugą kadencję (do 2012). Został kierownikiem Katedry Zarządzania i Inżynierii Produkcji, a także studiów podyplomowych z zakresu zarządzania jakością w teorii i praktyce. Wypromował około 15 doktorów.
W latach 1988–1989 prowadził badania na Uniwersytecie w Hanowerze jako stypendysta Fundacji im. Alexandra von Humboldta. Od 1990 do 2000 pracował także w Ośrodku Badawczo Rozwojowym Obrabiarek i Urządzeń Specjalnych w Poznaniu. Główne obszary jego zainteresowań naukowych wiążą się z nadzorowaniem procesu wytwarzania oraz zarządzaniem jakością. Obejmują m.in. systemy zarządzania jakością, statystyczne sterowanie procesami, zarządzanie według metodyki Six Sigma oraz Lean management. Wykładał bądź wykłada podstawy zarządzania jakością, inżynierię jakości, metody statystyczne w sterowaniu procesami, projektowanie systemów zarządzania jakością. Jest autorem około 160 publikacji, w tym autorem bądź współautorem książek z zakresu zarządzania jakością. Został m.in. członkiem Komitetu Inżynierii Produkcji PAN oraz Komitetu Budowy Maszyn PAN, a także członkiem European Academy of Quality Sciences. W 2015 objął funkcję redaktora naczelnego czasopisma „Management and Production Engineering Review”. Wszedł także w skład komitetów redakcyjnych magazynów naukowych „Mechanik” i „Total Quality Management & Business Excellence”. Uczestniczył i nadzorował szereg projektów naukowo-badawczych. Opracowywał ekspertyzy dla przedsiębiorstw dotyczące wykorzystania metod statystycznych do zarządzania jakością procesów produkcyjnych.

## Odznaczenia i wyróżnienia
W 2006 odznaczony Krzyżem Kawalerskim Orderu Odrodzenia Polski, a w 2011 Krzyżem Oficerskim tego orderu. W 1996 otrzymał Srebrny Krzyż Zasługi.
W 2009 został laureatem nagrody Towarzystwa im. Hipolita Cegielskiego. W 2019 nadano mu tytuł doktora honoris causa Politechniki Krakowskiej.

## Życie prywatne
Żonaty z Marią, ma troje dzieci (Katarzynę, Annę i Tomasza).

## Publikacje
- Zyklusgestaltung unter Berűcksichtigung sich ändernder Zeitkonstanten (współautor: Z. Weiss), „VDI-Z”, nr 17, 1986.
- Abrasiver Verschleiss der Schleischeibe als Ursache der Schwingungsentwicklung beim Innenrundschleifen (współautor: H.K. Tönshoff), „VDI-Z”, nr 11, 1989.
- Rechnerunterstűtzte  experimentelle  Identifikation  technologischer Prozesse (współautor: J. Wallheim), „ZWF-CIM”, nr 10, 1989.
- Kriterien für die Standzeitüberwachung der  Schleifscheibe  beim Innenrundschleifen, „VDI-Z”, nr 4, 1990.
- Zapewnianie jakości w procesach wytwarzania, Wydawnictwo Politechniki Poznańskiej, Poznań 1995.
- Zarządzanie jakością. Teoria i praktyka (współautor: W. Mantura), PWN, Warszawa 1998.
- Ohne zu zögerne-promt und sicher. Prozessicherheitsindices erlauben gezieltes und effektives Eingreifen in prozessnahe Regelkreise, „Qualität und Zuverlässigkeit”, nr 6, 1999.
- Process diagnostic as a means of improving the efficiency of quality control, „Production Planning & Control”, Vol. 1, nr 8, 2000.
- Zarządzanie jakością z przykładami, Wydawnictwo Naukowe PWN, Warszawa 2005.
- Strategie i praktyki sprawnego działania: Lean, Six Sigma i inne, Wydawnictwo Naukowe PWN, Warszawa 2015.
- Zarządzanie i inżynieria jakości, PWN, Warszawa 2017.
- Advances in Manufacturing II. Volume 2 – Production Engineering and Management (współredaktor), Springer, Cham 2019.
- Advances in manufacturing II. Volume 3 – Quality engineering and management (współredaktor), Springer, Cham 2019.
- Advances in Manufacturing III. Volume 3 – Quality Engineering: Research and Technology Innovations, Industry 4.0 (współredaktor), Springer, Cham 2022.
- Zarządzanie i inżynieria jakości: ze spojrzeniem w rzeczywistość 4.0, PWN, Warszawa 2023.
- Advances in Manufacturing IV. Volume 3 – Quality Engineering: Digitalization, Sustainability and Industry Applications (współredaktor), Springer, Cham 2024.